# Philippe Auguste (metropolitana di Parigi)
Philippe Auguste è una stazione della metropolitana di Parigi al confine tra l'XI e il XX arrondissement. È situata sulla linea 2.
La stazione è intitolata a Filippo II di Francia: è l'unica stazione di Parigi dedicata a un membro della famiglia reale francese.